# Marijan Borštnar
Marijan Borštnar, slovenski zdravnik psihiater, * 19. maj 1915, Ljubljana, † 1. november 1965, Ljubljana.

## Življenje in delo
Diplomiral je 1940 na zagrebški Medicinski fakulteti. Med vojno je bil več let v ujetništvu v Italiji in Nemčiji. Specializacijo iz psihiatrije je končal 1949 v Ljubljani. Od 1944 do smrti je deloval v Psihiatrični kliniki Ljubljana, nazadnje kot ravnatelj. Na ljubljanski Medicinski fakulteti je bil od 1961 izredni profesor in zadnje leto dekan. Bil je tudi ravnatelj Mladinskega zaščitnega doma Dornava in predavatelj psihopatologije in mentalne higiene na Višji pedagoški šoli in na Višji šoli za socialne delavce v Ljubljani. Napisal je učbenik in bil avtor številnih znanstvenih, strokovnih in poljudnih člankov.